# Parides aeneas
Parides aeneas är en fjärilsart som först beskrevs av Carl von Linné 1758.  Parides aeneas ingår i släktet Parides och familjen riddarfjärilar. Inga underarter finns listade i Catalogue of Life.

## Bildgalleri

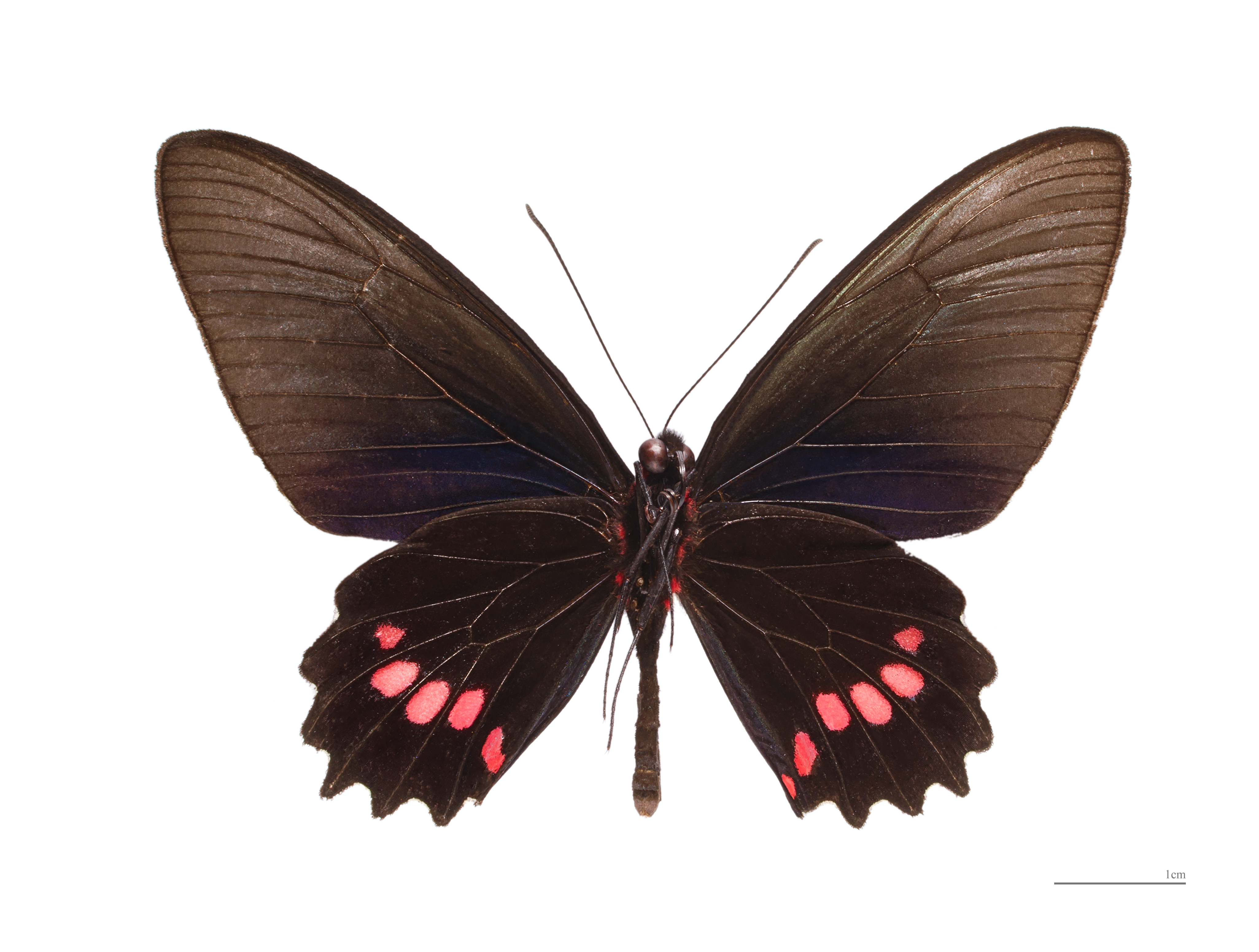